# 침묵 (법률)
침묵(沈默)은 아무 말도 하지 않는 행위로 법률 표시행위으로 특별한 의미를 가진다. 침묵이 표시행위가 되려면 '특별한 상황'이 존재하여야 한다. 즉, 당사자의 약정, 거래관행, 신의칙 등에 의하여 적극적으로 표시를 하지 않아도 되는 경우에는 침묵은 표시행위로 인정될 수 있다. 예를 들어 사단법인 사원총회에서 의장이 제안된 안에 반대하는 사원은 손을 들라고 한 경우나 계속적 거래관계의 당사자 사이에서 반복적으로 체결되는 계약의 청약에 대한 침묵이 동의의 표시로 인정될 수 있다. 이러한 '특별한 상황'이 존재하지 않는 경우 침묵은 의사표시로 될 수 없다. 침묵은 원칙적으로 긍정 부정 어느 것도 의미하지 않는다. 즉 침묵은 원칙적으로 거절을 의미하는 것이 아니다.

## 같이 보기
- 진술거부권